# Podul lui Adam

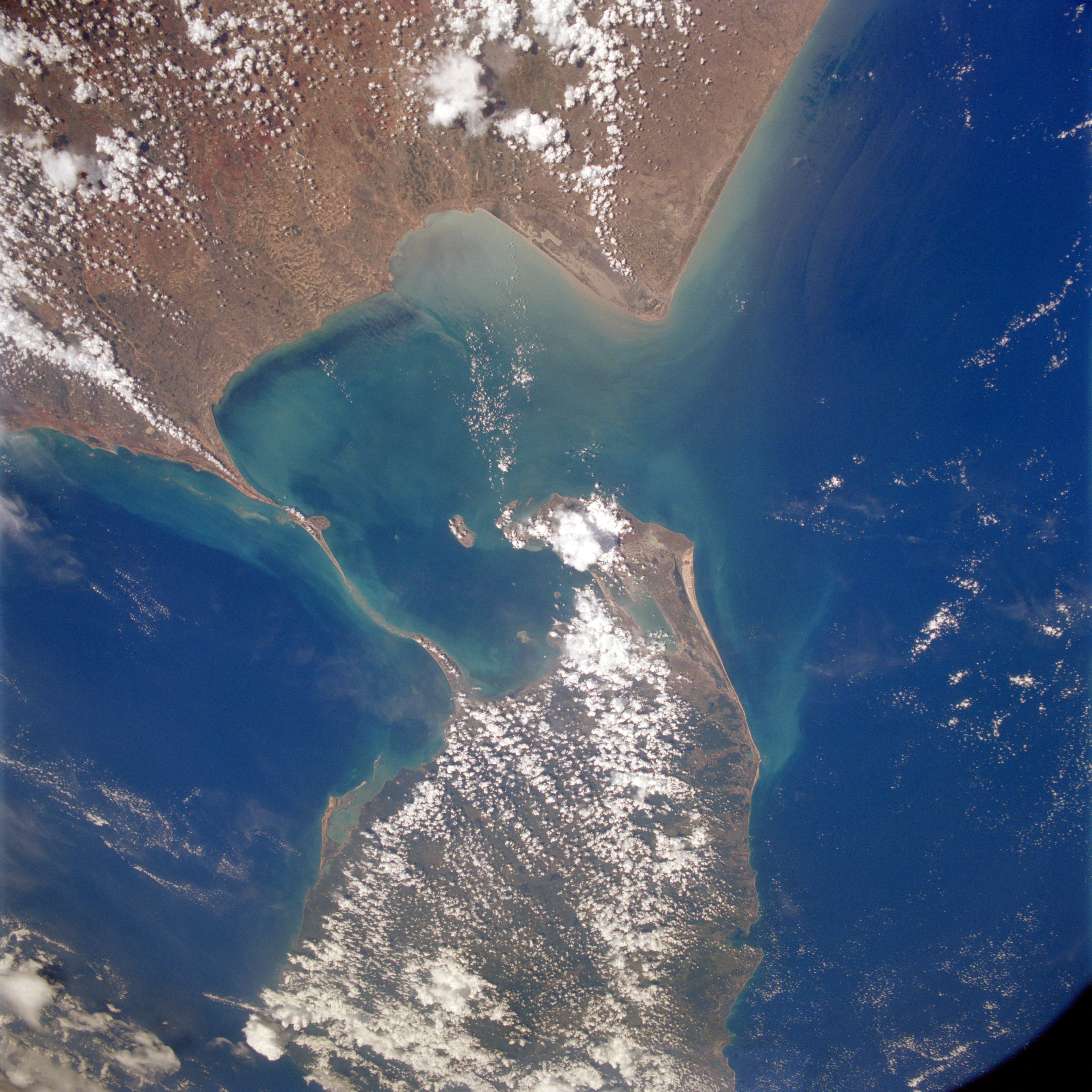
Podul lui Adam (vedere din spațiu)

Podul lui Adam (în tamilă ஆதாம் பாலம், ātām pālam) este un superficiu insular din Oceanul Indian. Reprezintǎ un șir de insule și corali cu o lungime de 30 km între subcontinentul indian și insula Sri Lanka. Lanțul este situat între insula Pamban din sud-estul statului indian, Tamil Nadu și insula Mannar din largul coastei de nord-vest a statului Sri Lanka. Existǎ dovezi geologice care sugerează că acest pod a fost pietonal pînǎ în secolul al XV-lea. 

## Istorie
Brahmanii l-au numit Podul Rama sau Podul lui Nala. Potrivit epopeii hinduse Ramayana, a fost construit de cǎtre împăratul Rama. Construcția sa a fost realizatǎ sub îndrumarea lui Nala - fiul legendarului arhitect divin Vishvakarman - de către subiecții și aliații lui Rama, inclusiv armata de maimuțe. Pe pod au trecut trupele lui Rama în Sri Lanka pentru a lupta cu - demonul Ravana, care a furat pe iubita lui Rama, Sita.

## Prezent
În prezent, Guvernul Indiei a dezvoltat un proiect prin care se propune adîncirea unei porțiuni din lanț pentru a-l face navigabil, astfel navele vor economisi până la 30 de ore care în prezent navighează în jurul insulei (400 km). Oponenții proiectului au format o mișcare pentru a păstra podul ca o moștenire istorică a țării.

## Galerie

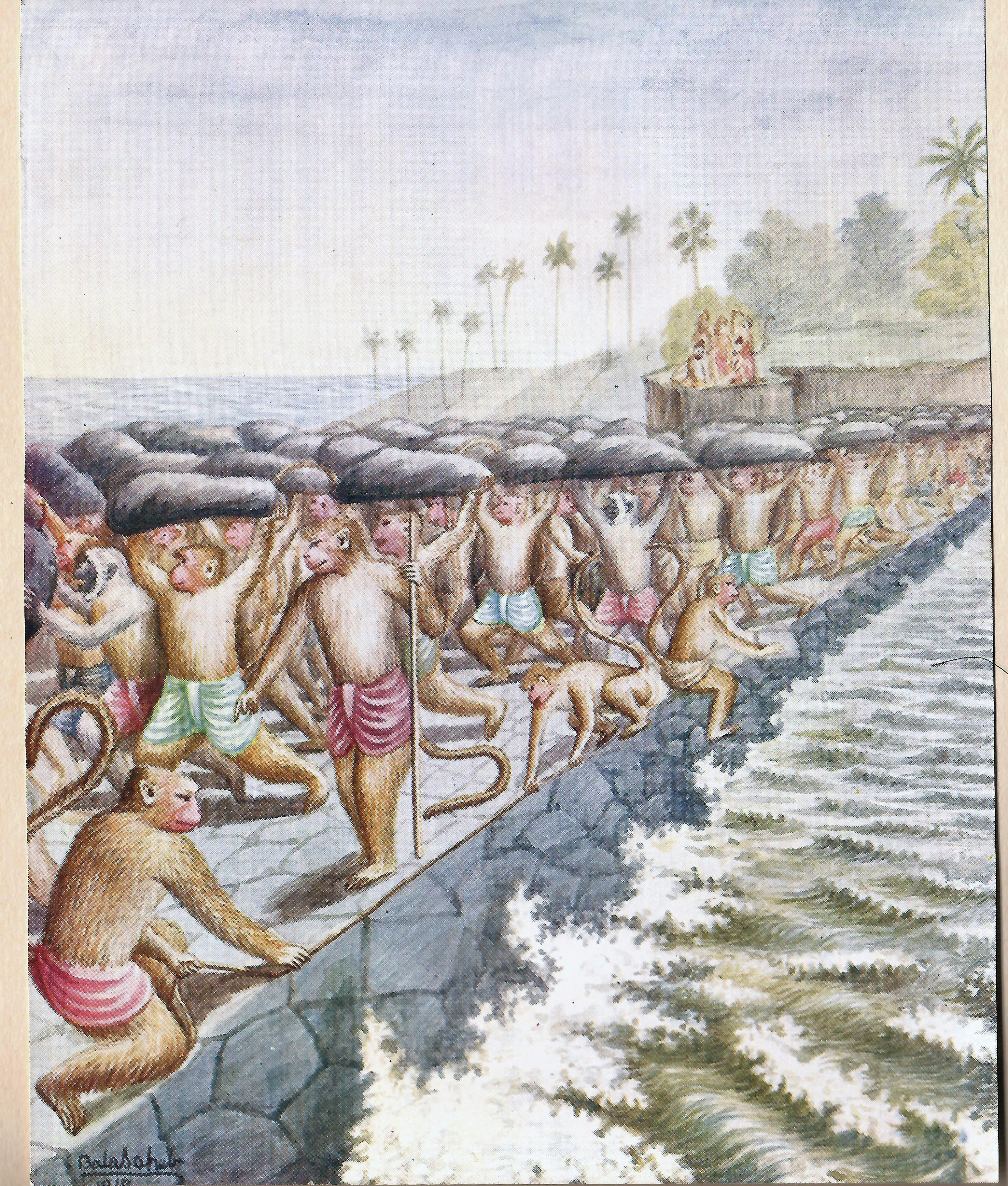
Maimuțele construiesc podul
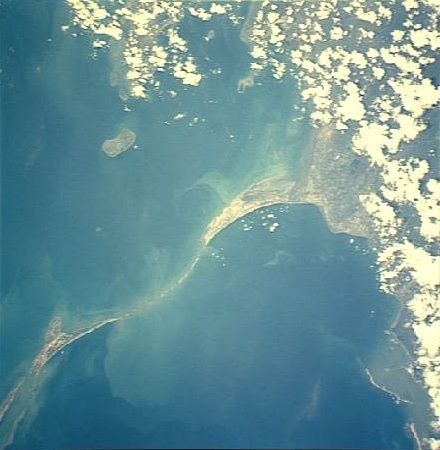
Vedere din spațiu a lanțului
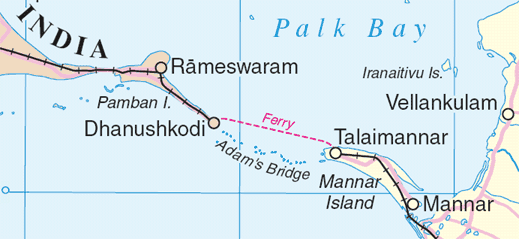
Podul lui Adam (paralel trece o linie de feribot)
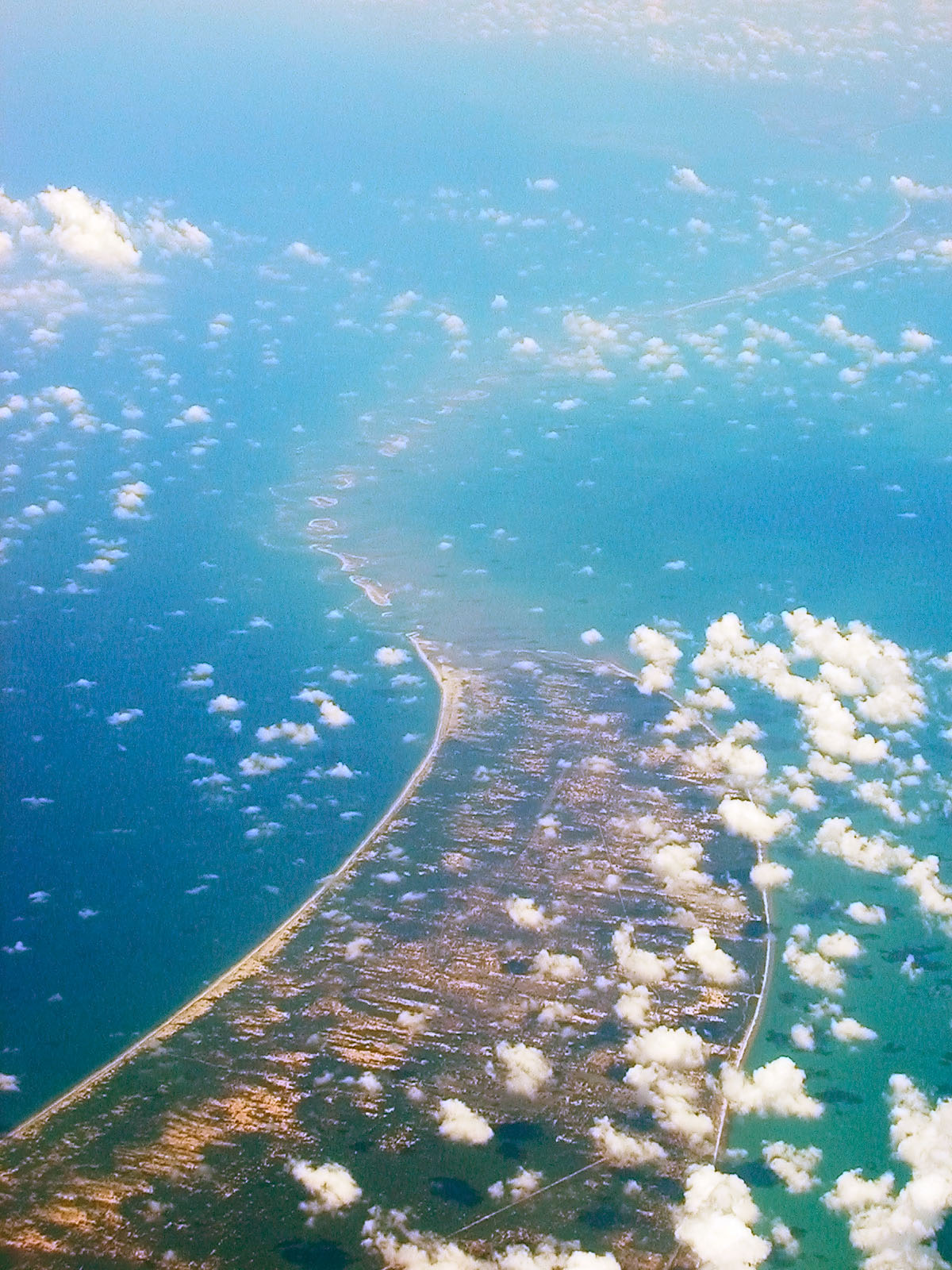
Podul lui Adam (vedere aerianǎ)
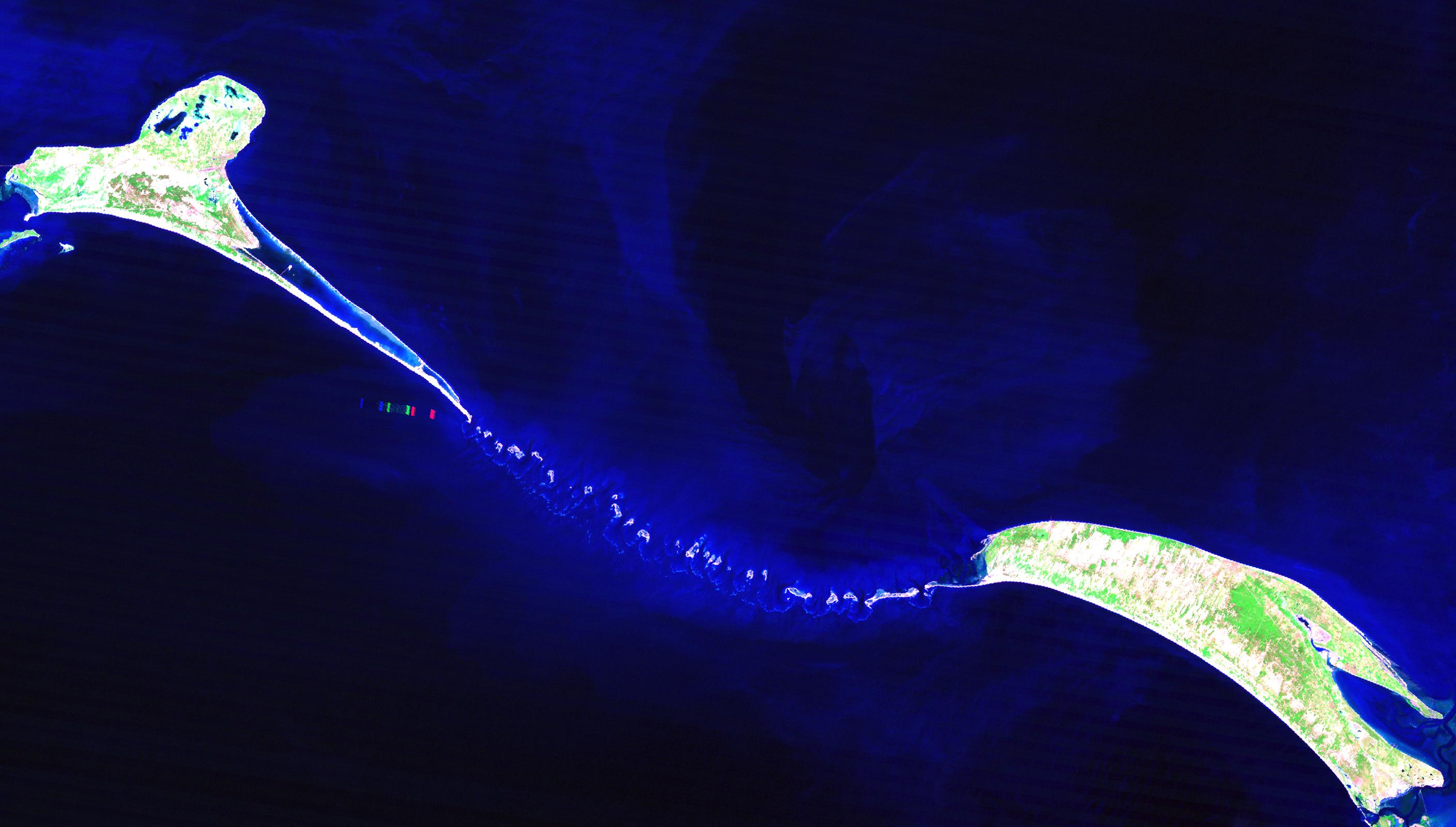
Podul situat între insulele Pamban (India) şi Mannar (Sri Lanka)

## Legǎturi externe
- Imagini foto din Strâmtoarea Palk Arhivat în 5 aprilie 2018, la Wayback Machine.
- Informație despre Sethusamudram Arhivat în 8 februarie 2012, la Wayback Machine.
- Organizația hindusǎ Ram Sethu Arhivat în 27 iulie 2010, la Wayback Machine.